# Весилахти
Весилахти (фински: Vesilahti; шведски: Vesilax) е община във Финландия.
Намира се в провинция Западна Финландия и е част от региона Пирканмаа. Общината е с население от 4481 (от 31 март 2016 г.) и е с площ от 300,92 квадратни километра, от които 52,99 км2 е вода. Гъстотата на населението е 14,89 жители на квадратен километър.

## Родени във Весилахти
- Йоне Ярвеля - музикант, член на групата Корпиклаани